# Tirtancara

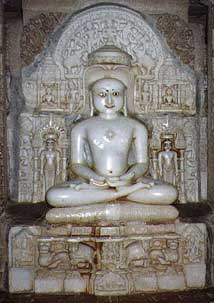
Estátua de Tirtancara

Tirtancara (em sânscrito: Tirthankara, lit. "Fazedor de Vau"), no jainismo, é um ser que conseguiu escapar ao ciclo dos renascimentos e que ensinou aos outros como poderiam também escapar desse ciclo. A palavra é sinónimo de Jina ("Vencedor"). 
Segundo o Jainismo, religião que imagina o tempo como sendo eterno e cíclico, em cada idade existem sempre vinte e quatro tirtancaras. Todos os tirtancaras foram seres humanos que alcançaram um estado de perfeição espiritual. Os académicos aceitam a existência histórica dos dois últimos tirtancaras, Parsevanata e Vardamana (mais conhecido como o Mahavira).
As estátuas dos tirtancaras (geralmente feitas em mármore ou bronze) desempenham um importante papel no culto religioso dos jainas, embora dois pequenos grupos rejeitem o culto de imagens. Elas são alvos de banhos e de oferendas de flores, mel e arroz. Os tirtancaras são representados sentados numa postura meditativa (dhyanamudra) ou então em pose rígida de pé (kayotsarga).
Estas estátuas não são encaradas como deuses presentes capazes de atender aos pedidos dos humanos, mas servem antes como forma de inspiração para que o crente possa alcançar o ideal de renúncia e os elevados valores espirituais por elas representados. 
Como forma de distinguir os tirtancaras uns dos outros, a arte jaina representa cada um deles associado a um animal, símbolo ou com uma determinada cor no corpo. 

## Os últimos vinte e quatro tirtancaras
| Nome                          | Pai           | Mãe                   | Local de nascimento | Cor      | Símbolo                                                           |
| 1) Rishabha (Adinâtha)        | Nabhi-raja    | Marudevî              | Ayodhya             | Dourado  | Touro/Boi                                                         |
| 2) Ajitnâtha                  | Jitashatrû    | Vijayadevî            | Ayodhya             | Dourado  | Elefante                                                          |
| 3) Sambhavanâtha              | Jitari        | Sena                  | Sravasti            | Dourado  | Cavalo                                                            |
| 4) Abhinandana                | Samvara       | Siddhartha            | Ayodhya             | Dourado  | Macaco                                                            |
| 5) Sumatinâtha                | Megh-Prabha   | Sumangala             | Ayodhya             | Dourado  | Garça-real                                                        |
| 6) Padmabrabha                | Dharana       | Susima                | Kausambhi           | Vermelho | Flor de lótus                                                     |
| 7) Suparshvanâtha             | Supratishtha  | Prithvi               | Kâshî (Varanasi)    | Verde    | Suástica                                                          |
| 8) Chandraprabha              | Mahâsena      | Lakshmanâ             | Chandrapuri         | Branco   | Crescente                                                         |
| 9) Pushpadanta (Suvidhinâtha) | Sugrîiva      | Râmâ (Supriya)        | Kakandi             | Branco   | Crocodilo ou caranguejo                                           |
| 10) Shitalanâtha              | Dridharâtha   | Sunandû               | Bhadrikapuri        | Dourado  | Suástica                                                          |
| 11) Shreyâmshanâtha           | Vishnu        | (Vishnâ)              | Simhapuri           | Dourado  | Rinoceronte                                                       |
| 12) Vâsupujya                 | Vâsupuya      | Vijaya jaya)          | Champapuri          | Vermelho | Búfalo                                                            |
| 13) Vimalanâtha               | Kritvarman    | Sûramyâ               | Kampilya            | Dourado  | Javali                                                            |
| 14) Anantanâtha               | Simhasena     | Sarvavasâ             | Ayodhya             | Dourado  | Falcão (para o ramo Digambara, urso)                              |
| 15) Dharmanâtha               | Bhanu         | Suvratâ               | Ratnapuri           | Dourado  | Relâmpago                                                         |
| 16) Shântinâtha               | Visvasena     | Achirâ                | Hastinâpura         | Dourado  | Antílope ou veado                                                 |
| 17) Kunthanâtha               | Sûrya         | Shrîdevî              | Hastinâpura         | Dourado  | Bode                                                              |
| 18) Aranâtha                  | Sudarshana    | Mitrâ                 | Hastinâpura         | Dourado  | Nandyavarta (suástica elaborada) ou peixe (para o ramo Digambara) |
|                               |               |                       |                     |          |                                                                   |
| 19) Mallinâtha                | Kumbha        | Prabhavatî            | Mithilapuri         | Azul     | Jarro de água                                                     |
| 20) Munisuvrata               | Sumitra       | Padmavâtî             | Kusagranagara       | Negro    | Tartaruga                                                         |
| 21) Naminâtha                 | Vijaya        | Viprâ                 | Mithilâ             | Dourado  | Flor de lótus azul                                                |
| 22) Neminâthaa                | Samudravijaya | Sivadevî              | Dvârakâ             | Negro    | Concha marinha                                                    |
| 23) Parshvanâtha              | Ashvasena     | Vamâ                  | Kâshî (Varanasi)    | Verde    | Serpente                                                          |
| 24) Vardhamâna, o Mahavira    | Siddharatha   | Priyakarni (Trishala) | Kundapura           | Dourado  | Leão                                                              |